# Krzyków (województwo opolskie)
Krzyków (niem. Krickau) – wieś w Polsce położona w województwie opolskim, w powiecie namysłowskim, w gminie Wilków.
W latach 1975–1998 miejscowość administracyjnie należała do ówczesnego województwa opolskiego.

## Zabytki
Do wojewódzkiego rejestru zabytków wpisany jest park, z poł. XIX w.